# Herråkra församling
Herråkra församling var en församling i  Växjö stift, i Uppvidinge kommun. Församlingen uppgick 2012 i Lenhovda-Herråkra församling. 
Församlingskyrka var Herråkra kyrka.

## Administrativ historik
Församlingen bildades omkring 1620 genom en utbrytning ur Dädesjö församling.
Församlingen var till 1962 annexförsamling i pastoratet Dädesjö och Herråkra. Från 1962 till 2012 var den en del av Lenhovda pastorat.. Församlingen uppgick 2012 i Lenhovda-Herråkra församling.